# Bucka (Greiz)
Bucka war ein Weiler in Moschwitz, Ortsteil der Stadt Greiz im Landkreis Greiz in Thüringen. Er ging nach dem Zusammenwachsen mit Moschwitz und Kleinmoschwitz in diesem Ort auf.

## Geschichte
Das Dorf „Buckau“ wurde erstmals im Jahr 1448 urkundlich genannt. Vom 13. März 1614 liegt auch noch eine urkundliche Eintragung vor. Bucka lag südöstlich der Stadt Greiz auf einer Hochebene der Weiße-Elster-Niederung mit Moschwitz. Im Westen und Nordwesten der Siedlung lag Moschwitz, nördlich und östlich die Grochlitzer Flur. Nach Süden bestand Anbindung nach Tremnitz und über die Landesgrenze zu Sachsen hinweg nach Noßwitz und Elsterberg.
Das Siedlungsgebiet bildet heute mit der „RIMA Agrofarm“ einen wirtschaftlich wichtigen Teil von Moschwitz. Auf den alten Namen weist die Bezeichnung der Hauptstraße K 204 „Buckestraße“ hin.